# سبورتنج دي ميتشي
سبورتنج إيلام دي ميتشي (بالإنجليزية: Sporting Ilam De Mechi FC)‏ هو نادي كرة قدم نيبالي محترف مقره في مدينة عيلام. ينافس نادي سبورتنج حاليا في الدوري النيبالي الممتاز ويعتلي قمة كرة القدم في نيبال.